# Станешти (Дамбовица)
Станешти (рум. Stănești) насеље је у Румунији у округу Дамбовица у општини Ракари. Oпштина се налази на надморској висини од 144 m.

## Становништво
Према подацима из 2002. године у насељу је живело 222 становника, од којих су сви румунске националности.